# Battaglia di Fleurus (1794)
La battaglia di Fleurus fu combattuta il 26 giugno 1794 in Belgio fra le truppe rivoluzionarie francesi comandate dal generale Jean-Baptiste Jourdan e le truppe alleate d'Austria, dell'Hannover e d'Inghilterra guidate dal principe di Coburgo e dal suo generale Jean-Pierre de Beaulieu.

## Antefatto
Dopo la battaglia di Tourcoing (17-18 maggio 1794) a Jourdan fu affidato il comando dell'Armata delle Ardenne e quattro divisioni dell'Armata del Nord per un totale di circa 96000 effettivi. Questo nuovo raggruppamento fu denominato Armata della Sambre et Meuse e le fu affidato il compito di occupare la piazza di Charleroi.
Il 12 giugno la città fu attaccata dalle truppe francesi del Jourdan sotto la supervisione del membro del Comitato di salvezza pubblica Louis de Saint-Just. Quattro giorni dopo una forza austro-olandese di circa 46000 uomini attaccò i francesi costringendoli ad arretrare oltre la Sambre. Ma il 18 giugno Jourdan attaccò nuovamente riportandosi sotto Charleroi e stringendola nuovamente d'assedio. La città si arrese il 26 giugno proprio quando stava giungendo in aiuto l'armata del principe di Coburgo.

## Sviluppo della battaglia
L'esercito dell'Austria e dei suoi alleati, forte di circa 50000 effettivi, al comando del principe di Coburgo e del generale Jean-Pierre de Beaulieu cercò di allentare l'assedio di Charleroi attaccando i francesi all'alba del 26 giugno (al principe di Coburgo era ignoto l'accordo già intercorso fra la città ed il generale Jourdan per la resa che sarebbe avvenuta lo stesso giorno). Una parte delle truppe alleate, al comando dell'arciduca Carlo e del principe d'Orange aveva già occupato i dintorni della città e la resa della città rese i comandanti esitanti. Approfittò dell'occasione il generale Jean-Baptiste Kléber, comandante l'ala sinistra dello schieramento francese, per attaccare e farle arretrare fino agli accampamenti di Chapelle d'Erlemont (in questo attacco si distinse particolarmente Jean-Baptiste Jules Bernadotte, futuro maresciallo di Francia e poi re di Svezia, che si guadagnò qui il grado di generale di divisione).
Anche l'attacco frontale delle colonne del generale Bealieu si infranse nella resistenza opposta dai generali Lefebvre e Jean Étienne Championnet e Beaulieu, appresa la notizia della resa di Charleroi, decise di ritirarsi. La stessa cosa pensò e fece il comandante in capo dell'esercito dei coalizzati, principe di Coburgo. La battaglia, svoltasi sotto un sole cocente, terminò così con la vittoria francese ed il ritiro delle truppe alleate su Bruxelles. I francesi, a corto di munizioni, non incalzarono il nemico. Durante la battaglia l'esercito francese si servì, prima volta nella storia, di un pallone aerostatico sul quale avevano preso posto osservatori militari al comando di un capitano, per disporre di informazioni immediate sullo schieramento e sugli spostamenti del nemico. L'impiego di questo mezzo, fortemente promosso da Lazare Carnot, non pare abbia dato grandi risultati. Napoleone Bonaparte si rifiuterà di utilizzarlo nelle proprie azioni militari, ritenendolo troppo lento e poco sicuro, né si sa di altri impieghi del genere in battaglia salvo che, per la prima volta dopo Fleurus, durante la guerra di secessione americana.

## Conseguenze
Anche a Fleurus le perdite del vincitore furono superiori a quelle dello sconfitto (e di molto, nel caso di Fleurus) ed anche qui la vittoria fu dovuta più che alla bravura dei francesi, all'atteggiamento esitante e rinunciatario dei capi alleati, specialmente del principe di Coburgo, che ne era il comandante in capo. E come a Valmy l'esito della battaglia, inatteso, generò una notevole euforia nel mondo politico rivoluzionario francese e la convinzione che l'esercito rivoluzionario francese era in grado di tenere testa all'intera Europa nonostante le sue carenze sia dal punto di vista logistico che di esperienza militare. Dal punto di vista politico, inoltre, la fine della minaccia immediata ai frutti della Rivoluzione rese, agli occhi dei francesi, inutile ed insopportabile il regime repressivo e le costrizioni economiche del Terrore: soltanto un mese dopo la vittoria di Jourdan il Colpo di Stato del 9 termidoro (27 luglio), nonostante la vulgata ufficiale, non pose affatto fine al Terrore, che anzi si intensificó sfociando nel terrore bianco, con le vendette dei monarchici e vandeani cattolici contro i cittadini repubblicani in tutta la Francia. Le conseguenze strategiche furono il ritiro degli austriaci dal Belgio e dai Paesi Bassi che divennero così preda dell'espansionismo francese. Nella battaglia si distinsero ufficiali francesi che diverranno poi famosi con le campagne di Napoleone.